# Didier Cuche
Didier Cuche (* 16. August 1974 in Le Pâquier) ist ein ehemaliger Schweizer Skirennfahrer. Er war auf Abfahrt, Super-G und Riesenslalom spezialisiert und gehörte in diesen Disziplinen über mehrere Jahre zur Weltspitze. Nachdem er 1998 an die Weltspitze vorgestossen war und eine Silbermedaille bei Olympischen Spielen gewonnen hatte, waren bedeutende Erfolge in den folgenden Jahren trotz konstant guter Leistungen spärlich, wodurch er sich das Image des «ewigen Zweiten» erwarb. Erst als über 30-Jähriger begann er sein grosses Potenzial wirklich abzurufen. Er gewann vier Medaillen bei Weltmeisterschaften und entschied sechs Weltcup-Disziplinenwertungen für sich. Cuche hält die Rekorde als ältester Sieger eines Weltcuprennens in den Disziplinen Abfahrt, Super-G und Riesenslalom, zudem ist er der älteste Weltcupsieger überhaupt.

## Biografie

### Aufstieg an die Weltspitze
Cuche wuchs als jüngstes von drei Kindern im Weiler Les Bugnenets auf, der zur Gemeinde Le Pâquier im Val de Ruz gehört und an der Nordwestflanke des Chasseral liegt. Das Skifahren erlernte er im Skigebiet Bugnenets-Savagnières, einer der Skilifte beginnt unmittelbar neben dem von seinen Eltern geführten Restaurant Bonne Auberge. Daneben betrieb der Vater einen kleinen Viehhandel. Nach dem Schulabschluss machte Cuche eine Lehre als Metzger. Er stieg in den Kadern von Swiss-Ski nach oben und wurde zunächst als Slalomfahrer gefördert, bis die Trainer sein Talent für die schnellen Disziplinen entdeckten.
Zu Beginn seiner Profikarriere schien noch wenig auf spätere Erfolge hinzudeuten. Cuche nahm an den Juniorenweltmeisterschaften 1993 teil, kam aber nicht über einen zwölften Platz hinaus. Sein Debüt im Skiweltcup hatte er am 29. Dezember 1993 in Bormio, die Abfahrt auf der Pista Stelvio beendete er als Zweitletzter. Daraufhin kam er hauptsächlich in Europacup-Rennen zum Einsatz, ohne jedoch eine Podestplatzierung zu erzielen. Sein zweites Weltcuprennen bestritt er fast zwei Jahre später am 16. Dezember 1995 in Gröden, wobei er als 21. der Saslong-Abfahrt erstmals Weltcuppunkte gewann. Die gesamte Saison 1996/97 musste Cuche ausfallen lassen, nachdem er im Trainingslager in Australien auf der linken Seite das Schienbein und das Wadenbein gebrochen hatte.
Geradezu spektakulär war Cuches Aufstieg in der Saison 1997/98. Nachdem er im Dezember erstmals in einem Weltcuprennen unter die besten zehn gefahren war, gewann er am 23. Januar 1998 völlig überraschend die in zwei Läufen ausgetragene Sprintabfahrt auf der Streif in Kitzbühel; am darauf folgenden Tag musste er sich in der «klassischen» Hahnenkammabfahrt nur Kristian Ghedina geschlagen geben. Cuche qualifizierte sich für die Olympischen Winterspiele 1998 in Nagano und gewann dort im Super-G die Silbermedaille, hinter Hermann Maier und zeitgleich mit Hans Knauß. Zum Abschluss der Saison folgte der erste Schweizer Meistertitel.

### Unbeständigkeit
Im Winter 1998/99 konnte Cuche die hochgeschraubten Erwartungen nicht erfüllen. Eine Podestplatzierung blieb aus, das beste Ergebnis war ein vierter Platz gegen Saisonende beim Super-G in Kvitfjell. Die Saison 1999/2000 brachte eine spürbare Leistungssteigerung mit drei Podestplätzen, auf einen Sieg musste er aber weiterhin warten. Nachdem er bisher vor allem in den schnellen Disziplinen aufgefallen war, stiess er nun auch im Riesenslalom in die Nähe der Weltspitze vor. In der Saison 2000/01 fuhr Cuche lediglich einmal auf das Podest. Siegpotenzial war zwar durchaus vorhanden, doch setzte er sich selbst unnötig unter Druck, wodurch sich während der Fahrten immer wieder kleine Fehler einschlichen.
Cuche konnte in der Saison 2001/02 in den Disziplinen Riesenslalom und Super-G jeweils seinen ersten Weltcupsieg feiern. Insbesondere sein Sieg am 5. Januar 2002 am Chuenisbärgli in Adelboden, der wohl schwierigsten Riesenslalomstrecke der Welt, sorgte in der Schweiz für Begeisterung. Am Ziel wollte er den Ski aus der Bindung wegkicken, der jedoch unbeabsichtigt einen Salto machte. Cuche perfektionierte diese originelle Art des Skiabschnallens, welche zu seinem Markenzeichen geworden ist, und zeigte den Trick jeweils nach besonders guten Leistungen. Enttäuschend verliefen für ihn die Olympischen Winterspiele 2002 in Salt Lake City: Er wurde in der Abfahrt Zehnter und verpasste nach bester Zwischenzeit im Super-G das letzte Tor.
In der Saison 2002/03 konnte Cuche viermal einen Podestplatz herausfahren, darunter einen Sieg in einem Super-G. Am 30. Januar 2004 stach der Sieg auf der Kandahar-Abfahrt in Garmisch-Partenkirchen heraus, ansonsten waren seine Leistungen in der Saison 2003/04 im Vergleich zu früheren Jahren eher mittelmässig. Vielversprechend begann die Saison 2004/05 mit zwei Podestplätzen im Riesenslalom. Beim Training in Adelboden zog er sich im Januar 2005 einen Kreuzbandriss im rechten Knie zu und musste die Saison vorzeitig beenden. Während der Verletzungspause entstand der Dokumentarfilm Le Doute («Der Zweifel»), der Cuches beschwerlichen Weg zurück an die Spitze zeigt und im März 2007 im Schweizer Fernsehen ausgestrahlt wurde. Die Saison 2005/06 war weitgehend dem Wiederfinden des früheren Formstandes gewidmet, das beste Ergebnis blieb ein achter Platz.

### «Zweiter Frühling»
Cuche galt als ausgezeichneter Skifahrer, dem jedoch oft im entscheidenden Moment die nötige Portion Glück fehlte, um sich ganz vorne platzieren zu können. Bei drei Weltmeisterschaftsteilnahmen hatte er noch keine Medaille gewinnen können, aufgrund zahlreicher knapp verpasster Siege haftete ihm der Ruf des «ewigen Zweiten» an. Von diesem Image konnte er sich in der Saison 2006/07 langsam lösen. Zwar wurde er in Abfahrten viermal in Folge Zweiter, gewann aber auch ein Rennen und konnte erstmals überhaupt eine Disziplinenwertung für sich entscheiden. Bei den Skiweltmeisterschaften 2007 in Åre gewann er nach einem vierten Platz im Super-G (1/100 Sekunde hinter Bronze) und dem sechsten Platz in der Abfahrt (4/100 Sekunden hinter Bronze) die Bronzemedaille im Riesenslalom.
Noch besser verlief die Saison 2007/08, in der Cuche insgesamt zwölfmal auf dem Podest stand. Obwohl darunter wiederum nur zwei Siege waren (Super-G in Gröden und Abfahrt in Kitzbühel), reichten die Ergebnisse für den erneuten Gewinn der Abfahrtsdisziplinenwertung. Vor der entscheidenden Abfahrt in Bormio lag Cuche lediglich fünf Punkte vor Bode Miller, doch dann musste das letzte Rennen der Saison abgesagt werden, da keine Trainingsfahrt durchgeführt werden konnte. Im Super-G-Weltcup musste sich Cuche um lediglich einen Punkt Hannes Reichelt geschlagen geben. In der Gesamtwertung wurde er zum zweiten Mal in Folge Dritter.
Die Planung der Saison 2008/09 richtete Cuche ganz auf die Weltmeisterschaften 2009 in Val-d’Isère aus, wo er den bedeutendsten Erfolg seiner Karriere feiern konnte. Auf der anspruchsvollen Piste Face de Bellevarde gewann er mit grossem Vorsprung den Super-G (damit ältester Weltmeister aller Zeiten im alpinen Skisport) und holte sich in der Abfahrt die Silbermedaille. Im Weltcup stand er in jenem Winter nur einmal zuoberst auf dem Podest, sicherte sich aber mit etwas Glück die Riesenslalom-Disziplinenwertung; im Gesamtweltcup belegte er zum vierten Mal den dritten Platz.
Cuche konnte zum Auftakt der Saison 2009/10 im Alter von 35 Jahren und drei Monaten den Riesenslalom auf dem Rettenbachferner in Sölden gewinnen. Er ist seither der älteste Weltcupsieger in dieser Disziplin, wobei er seine eigene Bestmarke um acht Monate übertraf. Einen weiteren Altersrekord, diesmal in der Disziplin Abfahrt, stellte er am 28. November 2009 mit seinem Sieg in Lake Louise auf. Zwei Wochen später wurde er zum Schweizer Sportler des Jahres 2009 gewählt, wobei er sich gegen den favorisierten Tennisspieler Roger Federer durchsetzen konnte.
Im Januar 2010 gewann Cuche auf der Streif in Kitzbühel trotz einer gebrochenen Rippe sowohl den Super-G als auch die Abfahrt. Er war damit nach Hermann Maier und Stephan Eberharter erst der dritte Fahrer, dem dies gelang. Gleichzeitig erhöhte er in der Abfahrt seinen eigenen Rekord als ältester Sieger überhaupt. Enttäuschend verliefen hingegen die Olympischen Winterspiele 2010. Trotz eines gebrochenen Daumens gehörte er zu den meistgenannten Favoriten, insbesondere in der Abfahrt, kam aber nicht über einen sechsten Platz hinaus. Mit dem Sieg in der vorletzten Abfahrt der Saison in Kvitfjell sicherte er sich zum dritten Mal den Abfahrtsweltcup und verbesserte wiederum seinen Altersrekord, der bis zum Sieg von Michael Walchhofer in der Abfahrt von Lake Louise am 27. November 2010 hielt. In der Gesamtwertung wurde er zum vierten Mal in Folge und zum insgesamt fünften Mal Dritter.

### Weitere Altersrekorde und Rücktritt
Am 22. Januar 2011 holte Cuche mit seinem Abfahrtssieg auf der Streif in Kitzbühel von Walchhofer den Titel als ältester Abfahrts-Weltcupsieger zurück und löste auch Marco Büchel als ältesten Weltcupsieger überhaupt ab. Mit seinem vierten Abfahrtssieg in Kitzbühel zog er mit Franz Klammer und Karl Schranz gleich, allerdings war Klammer damals der einzige, der alle vier Siege bei der klassischen Hahnenkammabfahrt errungen hatte. Eine Woche später siegte Cuche auch in Chamonix. Bei den Weltmeisterschaften 2011 in Garmisch-Partenkirchen gewann er die Silbermedaille in der Abfahrt und musste sich nur dem Kanadier Erik Guay geschlagen geben. Cuche gewann am 13. März 2011 den Super-G von Kvitfjell und ist seither auch in dieser Disziplin der älteste Sieger eines Weltcuprennens. Mit einem vierten Platz beim Weltcupfinal in Lenzerheide sicherte er sich zum vierten Mal den Sieg in der Abfahrtsdisziplinenwertung; nach der wetterbedingten Absage des Super-G stand er auch als Gewinner dieser Disziplinenwertung fest.
Zu Beginn der Saison 2011/12 gewann Cuche die Abfahrt in Lake Louise, stand aber danach zunehmend im Schatten von Beat Feuz. Wenige Tage nach seiner Wahl zum «Schweizer des Jahres» gab er am 19. Januar 2012 anlässlich einer Pressekonferenz in Kitzbühel seinen bevorstehenden Rücktritt im März bekannt. Zwei Tage später gewann er die klassische Hahnenkammabfahrt zum fünften Mal insgesamt und zum dritten Mal hintereinander; damit stellte er auch diese beiden bisher von Franz Klammer gehaltenen Rekorde ein. Cuche gilt als erster fünffacher Abfahrtssieger auf der Streif, da er zusätzlich 1998 eine als Zusatzrennen durchgeführte Sprintabfahrt gewonnen hat. Es folgten zwei weitere Siege in Garmisch-Partenkirchen und Crans-Montana. Die von ihm gehaltenen Altersrekorde schraubte er auf 37 Jahre und 7 Monate im Super-G und auf 37 Jahre und 6 Monate in der Abfahrt. Beim Weltcupfinal in Schladming fuhr Cuche am 17. März 2012 sein letztes Rennen. Den zweiten Durchgang dieses Riesenslaloms bestritt er zum Abschied auf Holzskiern und in nostalgischer Skibekleidung.

### Engagements seit dem Rücktritt
Im Sommer 2012 unterstützte Didier Cuche seinen ehemaligen Abfahrtskollegen Beat Feuz in Chile bei dessen Umstieg auf ein neues Skifabrikat. Seine ungebrochene Leidenschaft zu hohen Geschwindigkeiten demonstriert er darüber hinaus auch im Automobilrennsport, beispielsweise als Pilot von Renntaxis anlässlich des internationalen Bergrennens Arosa ClassicCar 2012 und 2013. Seit Dezember 2012 ist Cuche als Berater für Swiss-Ski tätig. In dieser Funktion soll er bei ausgewählten Welt- und Europacuprennen vor allem die jungen Fahrer mit seinen Erfahrungen unterstützen.

## Erfolge

### Olympische Winterspiele
- Nagano 1998: 2. Super-G, 8. Abfahrt
- Salt Lake City 2002: 10. Riesenslalom, 14. Abfahrt
- Turin 2006: 12. Super-G, 19. Riesenslalom
- Vancouver 2010: 6. Abfahrt, 10. Super-G, 14. Riesenslalom

### Weltmeisterschaften
- Vail / Beaver Creek 1999: 8. Super-G, 14. Abfahrt
- St. Anton 2001: 5. Super-G, 16. Riesenslalom
- St. Moritz 2003: 4. Abfahrt, 11. Super-G, 12. Riesenslalom
- Åre 2007: 3. Riesenslalom, 4. Super-G, 6. Abfahrt
- Val d’Isere 2009: 1. Super-G, 2. Abfahrt, 6. Riesenslalom
- Garmisch-Partenkirchen 2011: 2. Abfahrt, 4. Super-G, 8. Riesenslalom

### Weltcupwertungen
| Saison  | Gesamt | Gesamt | Abfahrt | Abfahrt | Super-G | Super-G | Riesenslalom | Riesenslalom | Kombination | Kombination | City Event | City Event |
| Saison  | Platz  | Punkte | Platz   | Punkte  | Platz   | Punkte  | Platz        | Punkte       | Platz       | Punkte      | Platz      | Punkte     |
| ------- | ------ | ------ | ------- | ------- | ------- | ------- | ------------ | ------------ | ----------- | ----------- | ---------- | ---------- |
| 1995/96 | 92.    | 41     | 40.     | 31      | 47.     | 10      | -            | -            | -           | -           | -          | -          |
| 1997/98 | 8.     | 627    | 4.      | 424     | 6.      | 163     | -            | -            | 11.         | 40          | -          | -          |
| 1998/99 | 15.    | 436    | 13.     | 196     | 13.     | 123     | 30.          | 36           | 4.          | 81          | -          | -          |
| 1999/00 | 12.    | 696    | 11.     | 270     | 9.      | 214     | 12.          | 196          | 17.         | 16          | -          | -          |
| 2000/01 | 10.    | 473    | 13.     | 181     | 6.      | 177     | 20.          | 115          | -           | -           | -          | -          |
| 2001/02 | 3.     | 1064   | 14.     | 218     | 2.      | 426     | 4.           | 420          | -           | -           | -          | -          |
| 2002/03 | 5.     | 709    | 9.      | 333     | 3.      | 270     | 20.          | 106          | -           | -           | -          | -          |
| 2003/04 | 13.    | 647    | 9.      | 316     | 10.     | 211     | 24.          | 82           | 10.         | 38          | -          | -          |
| 2004/05 | 17.    | 404    | 21.     | 154     | 27.     | 52      | 11.          | 198          | -           | -           | -          | -          |
| 2005/06 | 34.    | 240    | 18.     | 126     | 28.     | 44      | 24.          | 70           | -           | -           | -          | -          |
| 2006/07 | 3.     | 1098   | 1.      | 652     | 2.      | 208     | 7.           | 223          | 34.         | 15          | -          | -          |
| 2007/08 | 3.     | 1263   | 1.      | 584     | 2.      | 340     | 4.           | 293          | 23.         | 46          | -          | -          |
| 2008/09 | 3.     | 919    | 7.      | 275     | 7.      | 152     | 1.           | 474          | 30.         | 18          | -          | -          |
| 2009/10 | 3.     | 952    | 1.      | 528     | 8.      | 184     | 9.           | 207          | 27.         | 33          | -          | -          |
| 2010/11 | 2.     | 956    | 1.      | 510     | 1.      | 291     | 9.           | 140          | -           | -           | 9.         | 15         |
| 2011/12 | 6.     | 982    | 3.      | 521     | 2.      | 400     | 30.          | 61           | -           | -           | -          | -          |

### Weltcupsiege
- 21 Weltcupsiege in Einzelrennen (12 × Abfahrt, 6 × Super-G, 3 × Riesenslalom)
- 67 Podestplätze in Einzelrennen (32 × Abfahrt, 23 × Super-G, 12 × Riesenslalom)
- 1 Podestplatz bei Mannschaftswettbewerben

| Datum             | Ort                    | Land        |
| ----------------- | ---------------------- | ----------- |
| 23. Januar 1998   | Kitzbühel (Streif)     | Österreich  |
| 30. Januar 2004   | Garmisch-Partenkirchen | Deutschland |
| 10. März 2007     | Kvitfjell              | Norwegen    |
| 19. Januar 2008   | Kitzbühel              | Österreich  |
| 28. November 2009 | Lake Louise            | Kanada      |
| 23. Januar 2010   | Kitzbühel              | Österreich  |
| 6. März 2010      | Kvitfjell              | Norwegen    |
| 22. Januar 2011   | Kitzbühel              | Österreich  |
| 29. Januar 2011   | Chamonix               | Frankreich  |
| 26. November 2011 | Lake Louise            | Kanada      |
| 21. Januar 2012   | Kitzbühel              | Österreich  |
| 28. Januar 2012   | Garmisch-Partenkirchen | Deutschland |

| Datum             | Ort           | Land       |
| ----------------- | ------------- | ---------- |
| 7. März 2002      | Zauchensee    | Österreich |
| 8. Dezember 2002  | Beaver Creek  | USA        |
| 14. Dezember 2007 | Gröden        | Italien    |
| 22. Januar 2010   | Kitzbühel     | Österreich |
| 13. März 2011     | Kvitfjell     | Norwegen   |
| 24. Februar 2012  | Crans-Montana | Schweiz    |

| Datum            | Ort       | Land       |
| ---------------- | --------- | ---------- |
| 5. Januar 2002   | Adelboden | Schweiz    |
| 21. Februar 2009 | Sestriere | Italien    |
| 25. Oktober 2009 | Sölden    | Österreich |

### Weitere Erfolge
- 9 Schweizer Meistertitel:
  - 4× Super-G: 1998, 2003, 2007, 2008
  - 3× Abfahrt: 1998, 2006, 2011
  - 2× Riesenslalom: 2002, 2009
- 9 Siege in FIS-Rennen (ab 1994/95)
- 1 Podestplatz im Europacup
- Junioren-WM 1993: 12. Abfahrt, 35. Super-G

## Auszeichnungen
- Schweizer Sportler des Jahres: 2009, 2011
- Schweizer des Jahres: 2011

## Persönliches
Cuche ist verheiratet und hat mit seiner Frau Manuela eine Tochter und einen Sohn. Sein Neffe Rémi Cuche (* 2000) ist ebenfalls Skirennläufer.